# Ingela Larsson
Ingela Katarina Larsson, född 20 december 1963 i Västra Ämterviks församling, är en svensk textilkonstnär.

## Biografi
Larsson studerade vid Kyrkeruds folkhögskola 1983-1985, Högskolan för Design och Konsthantverk vid Göteborgs universitet 1986-1991, Canberra School of Art i Australien 1989 och Primal Painting Findhorn i Skottland, samt bildterapi för Karin Szabo 2000-2002. 
Hon har ställt ut på Röhsska museet i Göteborg, Sillegården V:a Ämtervik, Värmlands museum, Vårsalonger i Sunne, Galleri Lars i Karlstad, Sundsbergs konsthall samt Talentbörse Hantwerk i München Tyskland. 